# Али-Султан (уцмий)
Али-Султан — уцмий Кайтага. Военно-политический деятель в истории Дагестана XVII века. Отец уцмия Амир-Хамзы ибн Али-Султана.

## Внешняя политика
В 1670 году в источниках в качестве уцмия упоминается Али-Султан.
Голландский путешественник Ян Стрейс, корабль которого потерпел крушение у Дербента, со спутниками был схвачен людьми уцмия. Он писал: «в Дагестане много властелинов и князей, самые почитаемые из них шамхал и усмий».
Уцмий проживал во дворце, защищённый стражей с саблями и считается среди местных правителей вторым после шамхала. Путешественника обращают в рабство и отправляют к сыну уцмия Султану-Мухаммеду, который жил вблизи Арарата.

### Отношения с Персией
Сын уцмия жил в далеких от Кайтага краях довольно долго и хорошо там обжился. Главный доход он получал от бань, одна из которых была в Дербенте, вторая — в Шемахе, а третья — в Исфахане.
Это показывает, что отношения Кайтага с Ираном улучшились. Для привлечения дагестанских правителей на свою сторону и отторжения их от России, иранский шах платил им жалования. Однако подобные меры не давали желаемых успехов. Независимая политика уцмия и нежелание признать верховенство Ирана приводили к напряжённости между ними, что повлекло поход иранских войск в Кайтаг и Табасаран в 1684 году.
В результате битвы «между амирами ал-Хушни и Кайдака и амирами ал-Дж-р-к и кызылбашами - в месяц шабан, в среду, в тысяча девяносто пятом году хиджры ... и сложили головы многие из Кайдака и из Табасарана». С одной стороны битвы выступили наследственные табасаранские кадии с кайтагцами, с другой же — майсумы и иранцы. Сражение была ожесточённым, однако поход не привёл к должным результатам.
Повторный поход прошёл в 1689 году. Иранцы поддержали претендента на уцмийскую власть — члена маджалисской линии рода уцмиев Гусейн-хана. Кайтагцев возглавил Али-Султан, иранцев — Гусейн-хан.
Имея значительную военную помощь от шаха Сулеймана, Гусейн-хан в 1100 году хиджры (1688—1689 год хр. эры) пошёл на Кайтаг и овладел Башлы. Затем Али-Султан собрал войско в 30 тысяч человек. На этом моменте рассказы дореволюционных историков Бакиханова и Алкадари различаются в деталях. В версии Бакиханова сказано, что уцмий собрал войско «из разных горских народов», Алкадари же пишет: «…Али-Султан уцмий бежал оттуда к шамхалу, сообщил и остальным старейшинам Дагестана о происшедшем, собрал у них до тридцати тысяч войска…». С этим войском Али-Султан вернул Башлы и вытеснил Гусейн-хана в Кубу, где тот скончался. 

В арабоязычном сочинении неизвестного автора, переписанном в 1850—1851 году, говорится:
Затем царь рафизитов послал с войсками [другого] эмира, по имени Хусайн-хан, во время [правления] Алисултана-усуми, который [также] занимался подкупом: [это было] в тысяча сотом (1688-89) году. Тот (Хусайн-хан) пошёл с войсками на город Баршли, захватил его и обосновался в нём. Алисултан-усуми собрал своё войско числом в тридцать тысяч [воинов] и вёл ожесточённые сражения с рафизитами, которых изгнал из города Баршли. Рафизиты обратились в бегство, и мусульмане предавали их мечу, уничтожили огромное число их, и текла кровь рафизитов рекой.

### Отношения с Россией
Развиваются торговые отношения с русскими городами. Астраханская таможенная книга среди дагестанских торговцев летом 1667 года упоминает кубачинца Асанку Магаметова, ведший крупный товарный бизнес. Кайтаг с другими дагестанскими владениями втягивается в международный торговый обмен.